# Temeneli
Temeneli (griechisch Τεμενέλι (n. sg.)) war ein Dorf auf der griechischen Insel Kreta und lag nördlich der Messara-Ebene am südlichen Hang des Psiloritis-Gebirges zwischen Grigoria und Lochria.

## Geschichte
Temeneli wurde 1248 erstmals als Besitz des Klosters Palianis erwähnt. Zur venezianischen Zeit wurde das Land als Lehen an die Bürger vergeben. Laut der türkischen Volkszählung vom Jahre 1834 lag der Ort in der Eparchie Pyrgiotissa und nur noch fünf muslimische Familien lebten dort. Zwischen 1896 und 1898 während des Türkisch-Griechischen Kriegs oder kurz danach verließen die muslimischen Familien den Ort.
Am 23. Januar 1925 wurde die unbewohnte Siedlung Temeneli in die neu gegründete Gemeinde Magarikari eingemeindet. Drei Jahre später am 16. Mai 1928 wurde die Siedlung Temeneli aufgehoben.
Während der deutschen Besatzung der Insel Kreta versteckte sich der griechische Hauptmann G. E. Petrakogiorgis mit einer Gruppe von Widerstandskämpfern in einer Schlucht bei Temeneli. Die Wehrmacht rückte gegen sie vor und in der Nacht vom 8. auf den 9. Juli 1942 kam es zum Schusswechsel, wobei 7 deutsche Soldaten getötet wurden.